# Реликвии в Мифах Ктулху

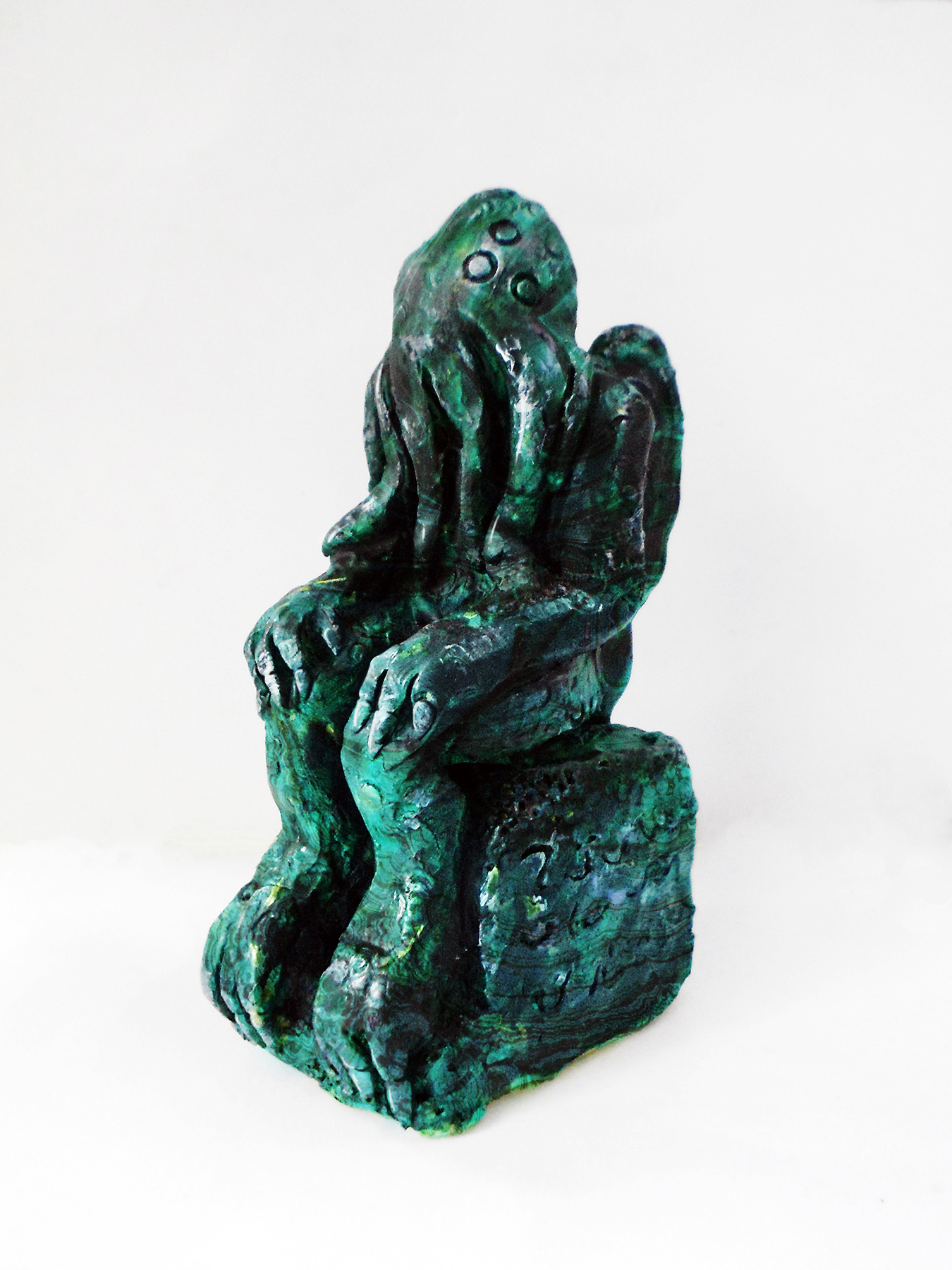
Идол Ктулху

Реликвии в «Мифах Ктулху» (англ. Relics in Cthulhu Mythos) — это вымышленные предметы, артефакты, реликвии забытых времен, «вещи без имени» и иные объекты в произведениях Говарда Филлипса Лавкрафта и последователей «Мифов Ктулху». В «Мифах Ктулху» описывается значительное количество внеземных реликвий — предметов искусственного происхождения, сотворённых нечеловеческими существам из числа Старцев, Потомков Ктулху, Ми-Го, Йит, Глубоководных, расы рептилий и других. Лавкрафт с особой тщательностью прорабатывал предметы старины и легендарные вещицы, которые являются частью мифов и культуры. Лавкрафт всегда использует слово «Реликвии» для обозначение своих вымышленных предметов, а слово «артефакт» использует лишь несколько раз.   
Ниже приведён расширенный список реликвий, с кратким описанием. 

## Произведения Лавкрафта

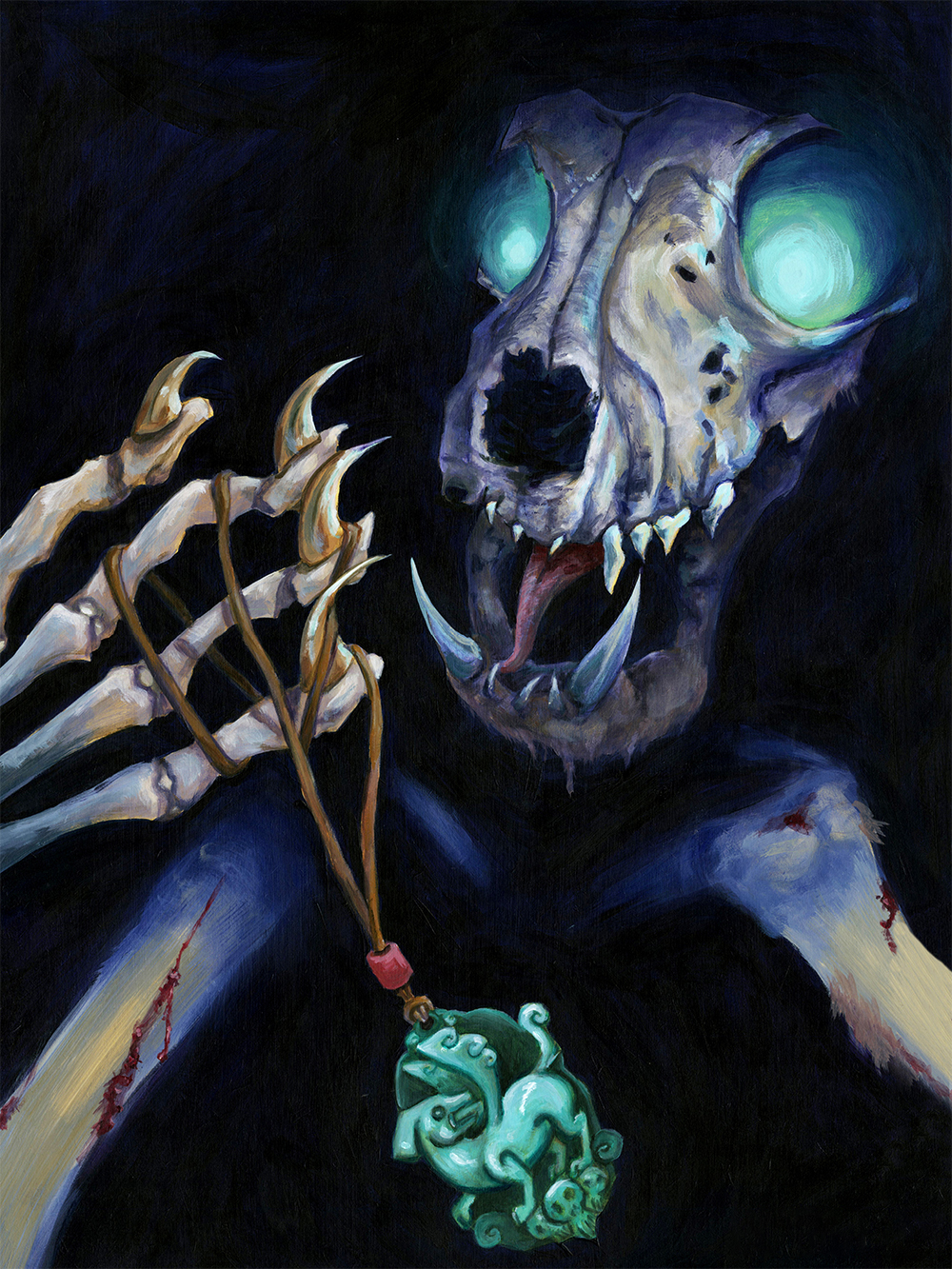
Амулет гончей

- Философский камень (англ. Philosopher's Stone) — колдун Мишель «Злой Мове» изучает о нем книги по алхимии. Описан в рассказе «Алхимик».
- Эликсир молодости (англ. Elixir of Eternal Life) — колдун Мишель «Злой Мове» изучает о нем книги по алхимии. Описан в рассказе «Алхимик».
- Ключ от склепа (англ. Key to the vault) — ключ Джерваса Дадли от склепа, который лишь он один видел. Описан в рассказе «Склеп».
- Циклопический монолит (англ. Cyclopean Monolith) — сияющий белым светом камень с барельефами, ему поклонялись морские существа. Описан в рассказе «Дагон».
- Космическое радио (англ. Сosmic “radio”) — аппарат для двусторонней телепатической связи, обмена снов, его изобрел стажёр психбольницы в Олбани. Описано в рассказе «За стеной сна».
- Кольцо Хуана Ромеро (англ. Ring of Juan Romero) — старинное индийское кольцо замысловатой формы. Описано в рассказе «Перевоплощение Хуана Ромеро».
- Идол Бокруга (англ. Bokrug Idol) — идол в виде водяной ящерицы, стоял в храме Иб и Сарната, на нем жрец Таран-Иш начертил Знак Рока. Описан в рассказе «Карающий Рок над Сарнатом».
- Трон из слоновой кости (англ. Ivory throne) — трон, на котором сидел царь Сарната. Описан в рассказе «Карающий Рок над Сарнатом».
- Бутылки с маятниками (англ. Bottle with pendulum) — колдун в Кингспорте разговаривал с бутылками, внутри которых светились маленькие свинцовые маятники. Описаны в рассказе «Страшный старик».
- Статуэтка из слоновой кости (англ. Carved ivory image) — фигурка в виде головы юноши в лавровом венке. Описана в рассказе «Храм».
- Машина Тиллингаста (англ. Tillinghast machine) — излучает резонансные волны, что стимулируют шишковидное тело, и позволяют увидеть Иные миры. Описана в рассказе «Из глубин мироздания»
- Реликвии забытой расы (англ. Relics of the forgotten race) — реликвии, ниши, алтари и символы первозданной жизни расы рептилий. Описаны в рассказе «Безымянный город».
- Реанимационный раствор (англ. Reanimating solution) — препарат, реанимирующий трупы, создан по запретным книгам. Описан в рассказе «Герберт Уэст — реаниматор».
- Амулет гончей (англ. Amulet of hound) — стилизованная фигурка сидящей крылатой собаки или Сфинкса с полу-собачьей головой. Сделана в древневосточной манере из нефрита. Описан в рассказе «Пёс».
- Перстень Де ла Поэр (англ. Ring of De la Poer) — колдун Джеймс Первый Де ла Поер владел им. Он создал темный культ в замке. Описано в рассказе «Крысы в стенах».
- Резной золотой пьедестал (англ. Carved golden throne) — трон, на котором сидела фосфоресцирующая тварь. Описан в рассказе «Ужас в Ред Хуке».
- Ненавистный ключ (англ. Hateful key) — мертвец отпер им сундук, в котором хранились знания о демонах. Описан в рассказе «Ужас в Ред Хуке».
- Машина Муньоса (англ. Muñoz machine) — механизм, охлаждающий комнату при помощи аммиака, чтобы остановить процесс разложения тела. Описан в «Холод».
- Идол Ктулху (англ. Cthulhu idol) — фигурка 20 сантиметров в высоту, из зеленовато-черного камня с золотистыми и переливчатыми крапинками. Уилкокс вырезал её по своим снам. Описана в «Зов Ктулху».
- Картины Пикмана (англ. Pickman's painting) — изображения и модели чудовищ из Иных миров. Описаны в рассказе «Модель для Пикмана».
- Серебряный ключ (англ. Silvery Key) — Рэндольф Картер нашел ключ в древней шкатулке из дуба со странными иероглифами на неизвестном языке. Описан в «Серебряный ключ».
- Врата глубокого сна (англ. Steps of Deeper Slumber) — врата, в которые может войти сновидец, чтобы попасть в Страну снов. Описаны в повести «Сомнамбулический поиск неведомого Кадата».
- Лунное вино (англ. Moon-wine) — вино из лунного дерева, имелось у зугов. Описано в повести «Сомнамбулический поиск неведомого Кадата».
- Кольцо Зениг из Афрата (англ. Zenig of Aphorat ring) — мудрец Зениг узрел Древних на Хатег-Кла; его череп украшает кольцо на мизинце «Того, чье имя нельзя называть». Описано в повести «Сомнамбулический поиск неведомого Кадата».
- Живые соли и Несовершенные соли (англ. Living Salts and Imperfect Salts) — порошки голубовато-серого и светло-розового цвета, источают дым, что обретает форму человека. Описаны в романе «Случай Чарльза Декстера Варда».
- Метеорит Аркхема (англ. Arkham meteorite) — неизвестный минерал, источающий внеземной цвет. Внутри был впаян сверкающий шар, наподобие глобулы или болида. Описан в рассказе «Цвет из иных миров».
- Череп Ибида (англ. Ibid skull) — колдун Ибид написал много книг, а после смерти из его черепа изготовили чашу. Описан в «Ибид».
- Порошок Ибн-Гази (англ. Ibn Ghazi powder) — описан в запретных книгах, делает видимыми гигантских невидимых существ Извне. Описан в рассказе «Ужас Данвича».
- Цилиндр Ми-го (англ. Mi-go cylinders) — сосуд с питательной жидкостью для переноса мозга и сознания разных рас в недоступные области космоса. Описан в повести «Шепчущий во тьме».
- Черный камень (англ. Black stone) — предмет религиозного значения, с неизвестными иероглифами, наполовину стертыми. Лежал в лесу Вермонта у Круглого Холма. Описан в повести «Шепчущий во тьме».
- Барельефы Старцев (англ. Bas-reliefs of the Elder Ones) — неописуемой красоты барельефы, что изображают историю Старцев. Описаны в повести «Хребты Безумия».
- Камень-звезда (англ. Stone of star) — странные камни с зеленым узором, в форме пятиконечной звезды. Описаны в повести «Хребты Безумия».
- Тиара Глубоководных (англ. Deep One Tiara) — из неизвестного металла, золотого цвета, имеет удивительный белесый оттенок, сделана расой Глубоководных. Описана в повести «Тень над Иннсмутом».
- Фантастическая балюстрада (англ. Fantastic balustrade) — из неизвестного металла в виде бочкообразных существ с пятью лучами-конечностями. Описана в рассказе «Грёзы в ведьмовском доме».
- Фиолетовый фонарик (англ. Violet flashlight) — необычное устройство, которое светит фиолетовым светом и открывает проход в Иные миры. Описан в рассказе «Зловещий священник».
- Проекционная машина (англ. Projection machine) — инопланетное устройство, с помощью которого Йит перемещали сознание в тела существ на других планетах. Описано в повести «За гранью времён».
- Сияющий Трапецоэдр (англ. Shining Trapezohedron) — черный кристалл с красными прожилками, 10 сантиметров в диаметре, яйцеобразной неровной формы. Служил для призыва духов. Описан в рассказе «Обитающий во Тьме».

### Написанное в соавторстве
- Метеорит Потоуонкет (англ. Potowonket meteorite) — весом в 360 фунтов, распался на части. Внутри была полость, в которой спрятана книжица на греческом языке. Описан в рассказе «Зелёный Луг».
- Странный ключ (англ. Сurious key) — герой оказался в Ином мире и нашел при себе необычный ключ, который отпер дверь. Описан в рассказе «Крадущийся Хаос».
- Машина Ван Алистера (англ. Van Allister machine) — механизм для превращения человека в пепел. Описана в рассказе «Пепел».
- Черная бутылка (англ. Black Bottle) — колдун заключил душу в бутылку и жил 300 лет. Описана в рассказе «Две черные бутылки».
- Золотой набор для инъекций (англ. Golden injection set) — Альфред Кларендон носил в наборе шприцы с внеземной болезнью из Иных миров. Описан в рассказе «Последний опыт».
- Оберег Серого Орла (англ. Сharm of Gray Eagle) — служил для защиты от гнева богов. Описан в рассказе «Проклятие Йига».
- Электрический палач (англ. Electric Executioner) — прибор для ритуальных убийств, обладающий возможностью переносить сознание на расстояния. Описан в рассказе «Электрический палач».
- Картина Медузы (англ. Medusa painting) — образ чудовища, которым на самом деле являлась Марселин Бедар. Описана в рассказе «Локон Медузы».
- Диск из темного металла (англ. Dark metal disc) — металлический амулет со странными иероглифами, похожими на осьминога и краба. В древности был отлит в Подземном мире К’нян. Описан в повести «Курган».
- Цилиндр из темного металла (англ. Dark metal cylinder) — сделан из темного металла с магнетическими свойствами, в котором Замакона прятал послание. Описан в повести «Курган».
- Зеркало Локи (англ. Mirror of Loki) — ловушка или дверь к тайникам сознания, что может запереть людей в параллельном мире. Описано в рассказе «Ловушка».
- Напиток окаменения (англ. Petrification drink) — колдун Дэниел Моррис «Полоумный Дэн» готовил напиток по рецепту прадеда. Описан в рассказе «Каменный человек».
- Часы Де Мариньи (англ. De Marigny's Clock) — напольные часы в форме гроба, на самом деле это невероятно продвинутый корабль для перемещения во времени. Описаны в рассказе «Врата серебряного ключа».
- Последние Врата (англ. Ultimate Gate) — врата, что находятся в космосе и ведут к «Последней Пустоте», где обитает проводник Умр ат-Тавил. Описаны в рассказе «Врата серебряного ключа».
- Цилиндр из металла Лаг (англ. Lagh metal cylinder) — Древние привезли его с Юггота. Т’юог хранил в нем свиток племени Птагов, сделанный из кишок ящериц Якит. Описан в рассказе «Вне времени».
- Формула Т’юога (англ.T'yog formula) — древняя магическая формула, которая могла защитить от Гатаноа. Фон Юнтц упоминает ее в «Сокровенные культы». Описана в рассказе «Вне времени».
- Посох из дерева тлат (англ. Staff of tlath-wood) — посох жреца Т’юога. Описан в рассказе «Вне времени».
- Кольцо Ледды (Ledda's ring)  — кольцо с изображением двух солнц и восьмиконечной звезды из императорской семьи Атлантиды. Описано в рассказе «Ботон».
- Бальзамирующая жидкость (англ. Embalmin’-fluid) — раствор, погружающий живого человека в мертвенное оцепенение. Описан в рассказе «Ужасы старого кладбища».
- Гемма Ка-Нефера (англ. Ka-Nefer Gem) — позволяет увидеть существ их Иных миров на фотографии. Хранится в музее Кройдона. Описана в рассказе «Дерево на холме».
- Кристаллический куб (англ. Crystal cube) — куб из кварца, внутри которого находится темный диск с клинописью, который Старцы принесли на Землю в палеозойской эре. Описан в рассказе «Вызов извне».
- Багровый Идол (англ. Crimson Idol) — святыня червей с планеты Йекуб, разговаривает с сознанием человека или червя. Описан в рассказе «Вызов извне».
- Огромный сияющий кристалл (англ. Great shining crystal) — лежал посреди невидимого лабиринта на Венере. Описан в рассказе «В стенах Эрикса».
- Хлоратовые кубы (англ. Chlorate cubes) — ресурс для дыхательного аппарата. Описаны в рассказе «В стенах Эрикса».
- Металличеcкая бусина (англ. Metal bead) — украшение с причудливыми рисунками морских существ, похожих на рыб, на фоне морских водорослей. Описан в рассказе «Ночной океан».

### Дописанное Августом Дерлетом
- Кольцо Дагона (англ. Ring of Dagon) — индейцы-вампаноаги заключили в кольцо демона Оссадаговая с помощью «Старшего Знака». Описано в романе «Затаившийся у порога».
- Черная книга (англ. Black Book) — во сне герою явился дед и показал их родовую книгу, в которой мерцают горящими буквами имена рода Пибоди и под каждым стоит кровавая роспись. Описана в рассказе «Наследство Пибоди».
- Мазь из крови младенцев (англ. Baby blood ointment) — делает невидимым. Описана в рассказе «Наследство Пибоди».
- Стекло из Ленга (англ. Leng glass) — при помощи заклинания открывает проход в Иной мир. Описано в рассказе «Окно в мансарде».
- Стиратель памяти (англ. Memory erasing device) — аппарат стирающий память, использовался для пленников Йит. Описан в рассказе «Пришелец из космоса».
- Лампа Альхазреда (англ. Lamp of Alhazred) — лампа из желтого металла, покрытая буквами и пиктограммами неизвестного, похожего на арабский, языка. Украшена загадочными изображениями. Описана в рассказе «Лампа Альхазреда».
- Камни Р'льех (англ. R’lyeh stone) — магические камни в форме пятиконечной звезды, что несут на себе печать Р'льех. Описаны в рассказе «Ведьмин лог».
- Машина двойников (англ. Double machine) — странное устройство, похожее на динамо-машину, что подсоединена к двум стеклянным ящикам, которые копируют организм. Описана в рассказе «Ночное братство».
- Скульптура «Морской Богини» (англ. Sea Goddess Sculpture) — образ, который видел во сне художник, когда лепил богиню из голубой Иннсмутской глины. Описана в рассказе «Иннсмутская глина».
- Мерцающий камень (англ. Shimmering stone) — украшение в виде внеземного осьминогоподобного существа. Выпуклый стеклянный опал был его глазом. Описан в рассказе «Наблюдатели».

## Последователи «Мифов Ктулху»

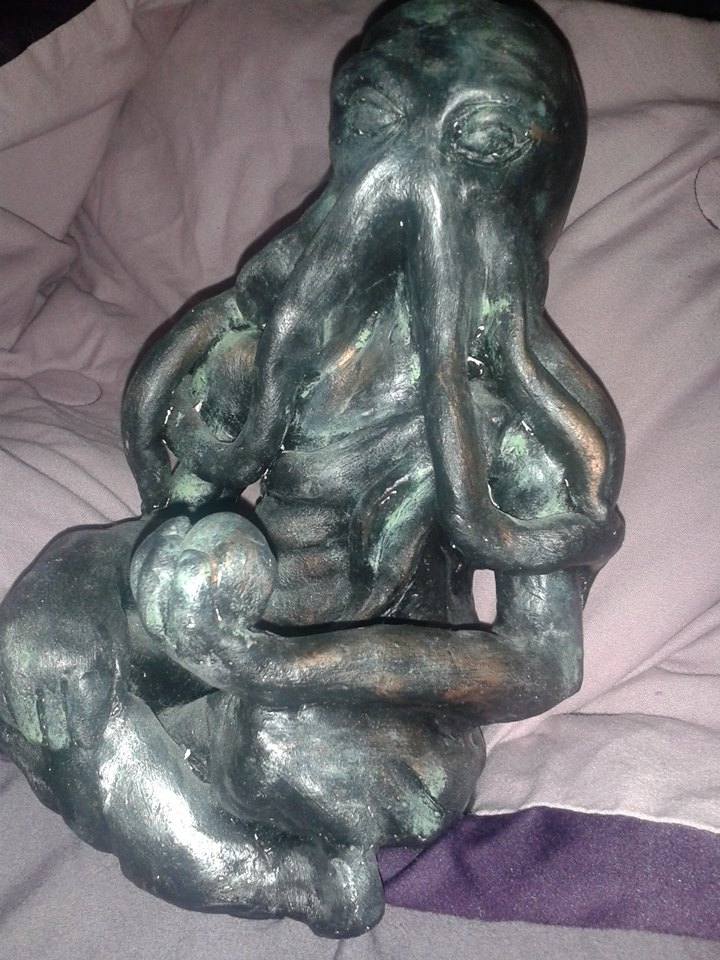
Идол Ктулху

- Медальон Итаква (англ. Medallion of Ithaqua) — монета диаметром около 5 сантиметров, не единожды оказывалась у жертв этого страшного бога. Описан в рассказе «Оседлавший Ветер» Августа Дерлета.
- Черный Лотос (англ. Black Lotus) — загадочное растение с галлюциногенными и эзотерическими свойствами. Его особенно культивировали в древнем Ксутале. Описан в «Скользящая тень», Роберта Говарда.
- Когтистый кристалл (англ. The Clawed Crystal) — Кристалл обсидиана высотой в фут с тремя длинными зубцами, что позволяет пересекать поток времени. Описан в «Его час на сцене» Дж. Б. Ли.
- Корона кобры (англ. The Cobra Crown) — создана змеелюдьми Валусии, управляет умами людей и животных, предупреждает о покушении. Описана в романе «Конан-пират» Спраг де Кампа и Лин Картера.
- Нефритовый Бог (англ. Jade God) — статуя крылатой обезьяны полулежа с отвратительной ухмылкой, 3 фута высотой. Оживает и атакует жертву. Описан в рассказе «Нефритовый бог» Роберта Говарда.